# Монсекре-Клерфужер
Монсекре-Клерфужер (фр. Montsecret-Clairefougère) — муніципалітет у Франції, у регіоні Нижня Нормандія, департамент Орн. Монсекре-Клерфужер утворено 1 січня 2015 року шляхом злиття муніципалітетів Клерфужер i Монсекре. Адміністративним центром муніципалітету є Монсекре. Населення — 646 осіб (01.01.2021).